# Vicente Guaita
Vicente Guaita Panadero (ur. 10 stycznia 1987 w Walencji) – hiszpański piłkarz grający na pozycji bramkarza w klubie Celta Vigo.

## Kariera

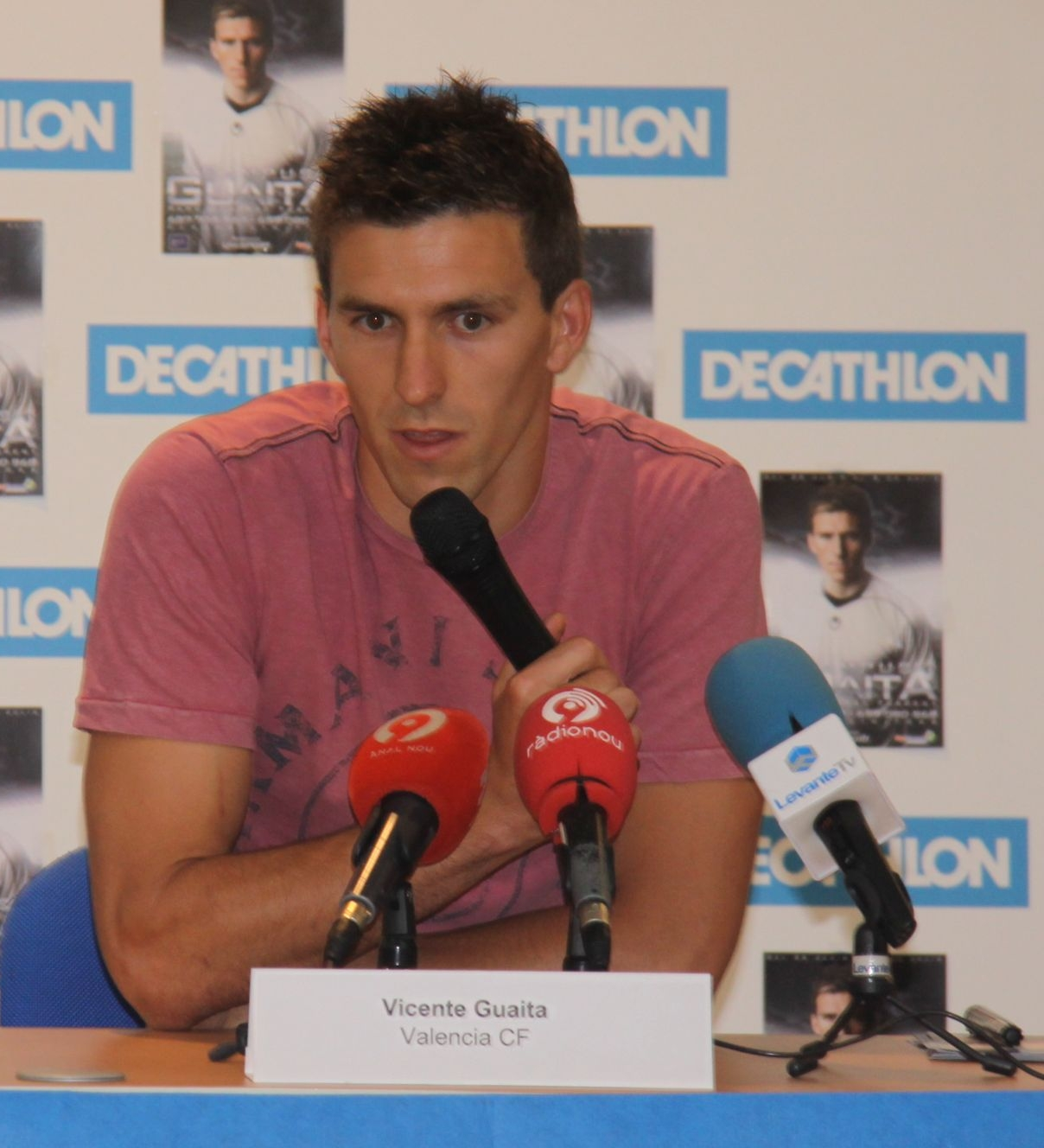
Guaita podczas konferencji prasowej.

Jest wychowankiem klubu Valencia CF. Do kadry pierwszego zespołu dołączył w 2007 roku. Jego pierwszym oficjalnym meczem w barwach drużyny Blanquinegros było spotkanie z CS Marítimo (2:1), które odbyło się 2 października 2008 w ramach rozgrywek o Puchar UEFA. W Primera División zadebiutował 18 stycznia 2009 w meczu z Athletic Bilbao (2:3). W lipcu 2009 roku został wypożyczony na jeden sezon do drugoligowego Recreativo Huelva.